# 米莉察·达博维奇
米莉察·达博维奇（1982年2月16日—）生于前南斯拉夫采蒂涅，是一名塞尔维亚女子篮球运动员，场上位置是控球后卫。她的父亲是一名篮球教练，母亲是一名前手球选手，她的一个弟弟、一个姐姐和一个妹妹也都从事篮球运动。其中妹妹安娜曾和她共同征战2015年欧洲女子锦标赛和2016年里约奥运。米莉察在2017年12月生下一子，成为单亲妈妈。